# ロマノフ朝
ロマノフ朝（ロマノフちょう、1613年 - 1917年）は、1613年から1917年までロシアに君臨したロシアの歴史上最後の王朝である。

## 概要
1613年にロマノフ家のミハイル・ロマノフがロシア・ツァーリ国のツァーリに即位して成立した。その後1721年にピョートル1世がインペラトールを名乗り体制をロシア帝国に改め西欧化を推進し、1917年にロシア革命で滅亡した。
政体はロシア・ツァーリ国とロシア帝国に分かれ、首都はモスクワからサンクトペテルブルクに遷っている。また王家はロマノフ家からドイツ貴族のホルシュタイン＝ゴットルプ家に男系が移っており、ピョートル3世以降はホルシュタイン＝ゴットルプ＝ロマノフ王朝と呼ぶのが正しい（後述）。

このように歴史学上では区分されるが、1913年に「ロマノフ王朝300年祭」が挙行されるなど、ミハイル・ロマノフからニコライ2世まで連綿と続いた王朝であるという認識を当時の人々は持っていた。
現在でも単に「ロマノフ朝」といえば「ミハイル・ロマノフからニコライ2世まで連綿と続いたロシアの王朝」と指すのが一般的である。

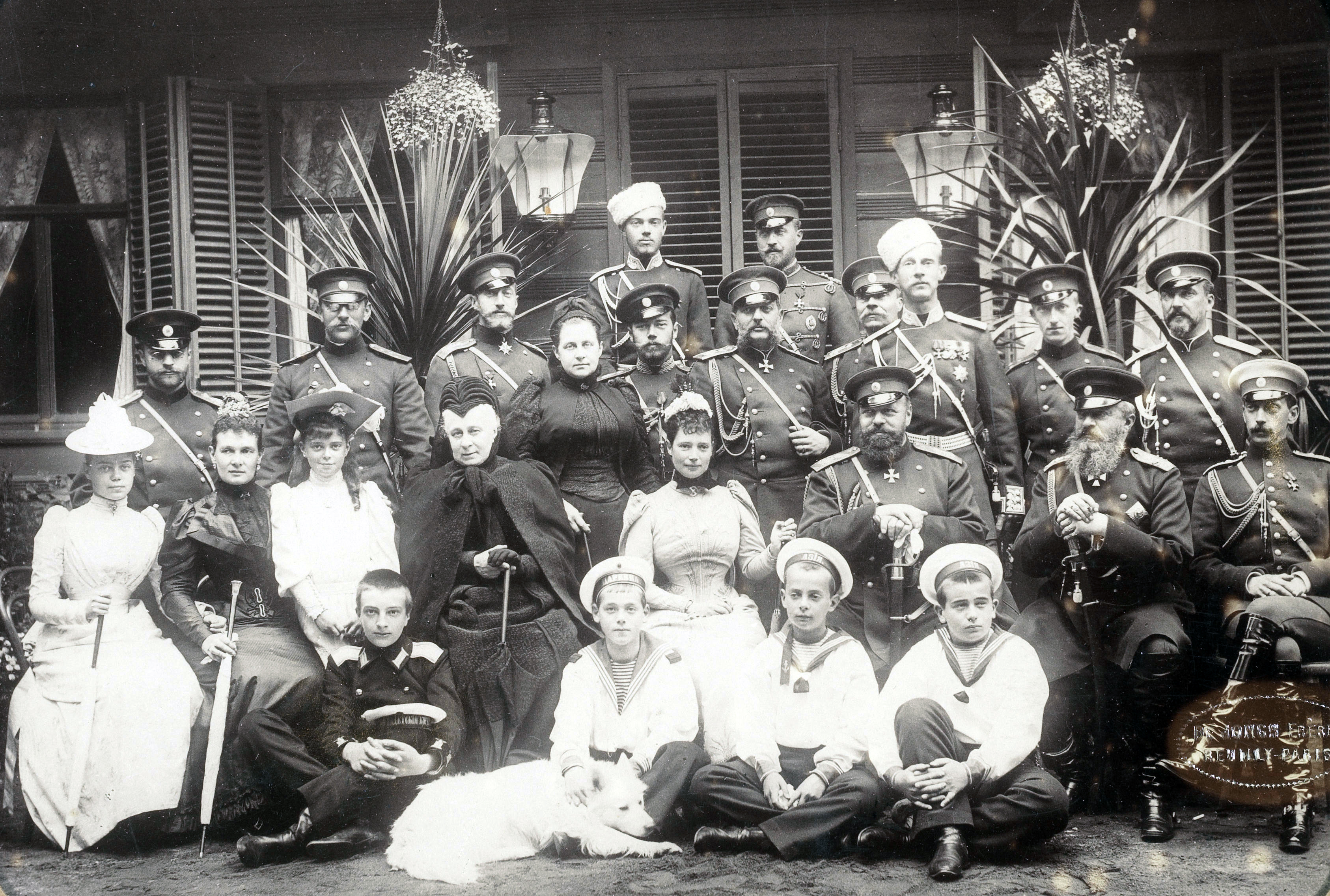
1892年、夏、サンクトペテルブルクのクラスノエ・セロでの軍事演習に姿を見せるロマノフ家の皇帝・皇族。前列の座っている人物、画面向かって左から クセニア大公女（白い服に白い帽子の女性）、メクレンブルク・シュヴェーリン公女ウラジーミル大公妃マリア（黒い服の日傘を持った女性）、その右隣エレナ大公女, さらにその右隣ザクセン・アレテンブルク公女コンスタンティン大公妃アレクサンドラ、アレクサンドル3世の皇后マリア（白い服の女性）、皇帝アレクサンドル3世、ミハイル大公 、 パーヴェル大公。(すぐ後ろの列、画面向って左から) メクレンブルク公カール・ミヒャエル とメクレンブルク・シュトレリッツ公ゲオルク (パーヴェル1世の曾孫), コンスタンティン大公とその姉ギリシャ王妃オルガ（黒い服の女性）、その右隣はニコライ皇太子（のちのニコライ2世）、 ウラジーミル大公、ドミートリー大公 (白い帽子の人物)、オルデンブルク公子ペーター (パーヴェル1世の玄孫)および第6代ロイキテンベルク公ゲオルギー (ニコライ1世の曾孫)。最後列の3人の男性は左から セルゲイ大公、ニコライ大公、 オルデンブルク公アレキサンダー (ドミートリー大公の肩を見ている人物。ペーター公の父、パーヴェル1世の曾孫)。 最前列で地べたに座っている4人の少年はアレクセイ大公 (黒の海軍服の人物)、そのとなりの白の海軍服の人物は左からミハイル大公とアンドレイ大公と ボリス大公。

## 歴史

### 創始
リューリク朝は1598年1月、フョードル1世の崩御で断絶した。以後、ロシアでは皇位をめぐる動乱期に入り、その中で16世紀末のフョードル・ニキーチチ・ロマノフの代にロマノフ家が台頭して動乱期を制し、その息子であるミハイル・フョードロヴィチ・ロマノフが1613年に推戴されて初代ツァーリに即位した。ロマノフ家はリューリク朝と直接の血縁関係は無いが（一応、女系ではリューリク朝の傍流の血に連なる子孫だが、その程度の血縁者ならば、他の貴族にも多数いた）、イヴァン4世の第1夫人のアナスタシアがロマノフ家出身であるという縁戚であった。こうして、ここに300年続くロマノフ朝が始まった。

### ピョートル大帝まで
ミハイルとその息子であるアレクセイの時代は対外戦争と国内戦争の2つに悩まされながらも、帝政の基盤固めと西洋化が進められた。アレクセイの末子で専制君主として君臨したピョートル1世（ピョートル大帝）の時代にロシアは西洋化・近代化を急速に押し進めてヨーロッパの列強に加わり、その後勢力を拡大してヨーロッパから沿海州までを支配し、帝政の基礎はこの時代に安定した。

### ロマノフ朝の男系断絶と世襲の危機

ホルシュタイン＝ゴットルプ＝ロマノフ家の紋章。左側のグリフォンの紋章がロマノフ家の紋章。

1725年のピョートル大帝の崩御後、ロマノフ朝は常に継承問題に悩まされた。大帝の男子はこの時点で早世しており、残っていたのは大帝が殺害したアレクセイ皇太子の子・ピョートル2世のみであった。このピョートル2世は1730年に子を残さずに早世し、この時点でロマノフ家の男系の嫡流は断絶した。
ピョートル2世の崩御後、傍系のアンナ（ピョートル大帝の兄イヴァン5世の娘）が継ぐも、彼女にも子は無く、1740年には遂に姪の息子でわずか生後2ヶ月のイヴァン6世に跡を継がせた。しかし、ピョートル大帝の娘のエリザヴェータによるクーデターが起こり、イヴァン6世は廃され、エリザヴェータが女帝として即位した。だが、彼女にも子が無く1762年に崩御。エリザヴェータの甥のピョートル3世（ピョートル大帝の娘でエリザヴェータの姉のアンナ・ペトロヴナの子）が跡を継ぐが、宮廷革命でドイツ人の皇后・エカチェリーナ2世が即位した。

### エカチェリーナ2世からアレクサンドル1世
エカチェリーナ2世は積極的な対外進出を推し進める一方、様々な行政改革と近代化を行い、帝政の全盛期を現出した。1796年にエカチェリーナ2世が崩御した後は、ピョートル3世との息子のパーヴェル1世が跡を継いだ。
パーヴェル1世は母の政策を否定し、世襲で混乱するロマノフ家を収束するために1797年に帝位継承法を発布し、以後は男系の長男が皇位を継承することが定められた。しかし1801年にパーヴェル1世は部下のクーデターで殺害された。
パーヴェル1世の長男・アレクサンドル1世は祖母の政策を受け継ぎ君主権強化と近代化を推し進めた。1812年にはフランスのナポレオン・ボナパルトの侵攻を受けるが、巧みなゲリラ戦を繰り広げてフランス軍を撃退し、東欧最大の強国としての地位を確立した。さらにポーランドを再分割し、フィンランド大公国を建国して、ウィーン会議において神聖同盟（五国同盟）を提唱するなどヨーロッパに対する影響力も高めた。

### 革命の前夜

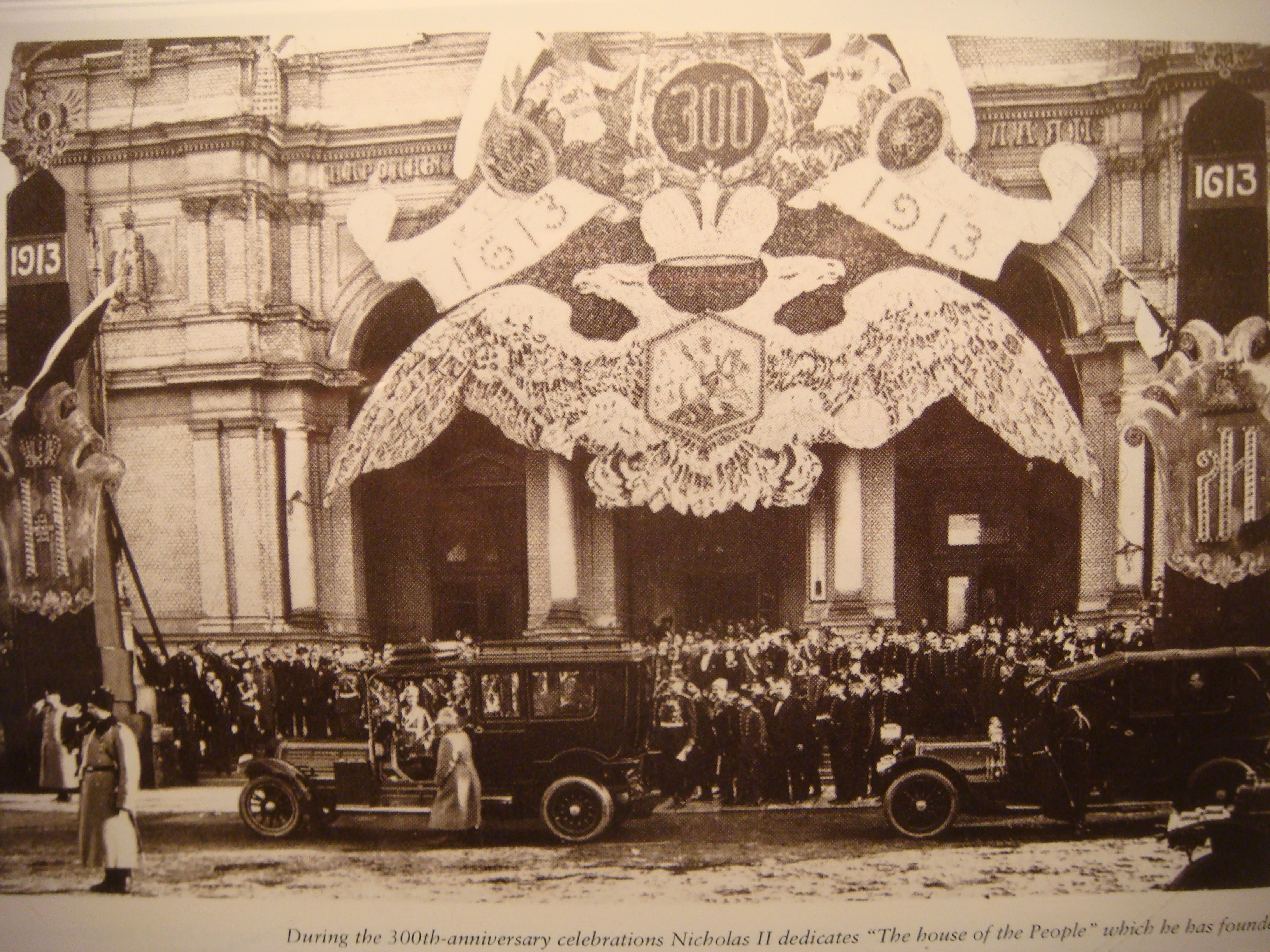
1913年に盛大に祝われたロマノフ王朝300年祭。この4年後にロマノフ朝は滅亡した。この式典からも当時の人々が「ロマノフ家とホルシュタイン＝ゴットルプ＝ロマノフ家」、「ロシア・ツァーリ国とロシア帝国」の区別をしていないことがうかがえる。

1825年にアレクサンドル1世が崩御した。彼の子は全て夭折していたため、弟のニコライ1世が継いだ。すると立憲君主制を求めてデカブリストの乱が起こる。ニコライ1世はこれを厳しく弾圧し、以後皇帝は極端すぎる保守・絶対政治を行った。ニコライ1世も近代化と積極的な対外進出を目指したが、志半ばで1855年に崩御した。跡を継いだアレクサンドル2世は近代化の妨げとなっていた農奴制を解放（農奴解放令）して近代化を進めるも、ポーランドでの反乱や後継者の早世で失意に陥り、最期は1881年に没落した貴族階級のポーランド人で人民の意志党員イグナツィ・フリニェヴィエツキによるテロルで暗殺された。
暗殺事件後に跡を継いだアレクサンドル3世は、保守政治はなおも続けるも急速な工業化を推進してロシアの近代化を軌道に乗せた。
1894年に跡を継いだニコライ2世は臣下の発言に意思をゆだねるところがあり、先代のような指導力はなかった。日露戦争では日本に完敗し、この戦争中に起こったロシア第一革命で絶対君主制から立憲君主制へ移行することを余儀なくされた。
だが立憲政治は名ばかりで実態が伴わず、貴族や地主らによる保守政治がなおも続いた。その中で行われたピョートル・ストルイピンの反動政治はロマノフ朝から知識人や国民を離反させ、反体制グループが台頭する一端を成した。1914年からは第一次世界大戦に参加し、それにより国民生活はますます困窮した。そして1917年、ロシア革命で君主制そのものが打倒されてロマノフ朝は崩壊した。
2007年の世論調査でロマノフ朝の復活に賛成の国民が37%、反対が7%と君主制支持が多くなってきている。それはロシアの深刻な格差社会が原因であるともいわれる。

## 外交
ロマノフ朝では歴代皇帝の政策によって外交政策は変更された。初代のミハイルはポーランド王国と紛争を起こすも、当時のロシアの国力が微弱だったことから押され続けた。また、タタールの侵攻を受けて南部国境の守備を固めた。第2代のアレクセイもポーランドと13年戦争を起こし、同時にスウェーデンとも敵対した。
アレクセイの末子・ピョートル大帝は積極的な対外進出を行ない、西欧列強と友好関係を築く一方、大北方戦争でスウェーデンを破ってエストニア・リヴォニアなど多くの領土を獲得した。一方でロシア東部にも進出してカムチャッカ半島や千島などに領土を拡大した。ピョートル大帝の死後、ピョートル3世まで歴代皇帝は西欧列強の戦争（フランス王国との戦争、オーストリア継承戦争、7年戦争）に巻き込まれあるいは介入した。
エカチェリーナ2世の時代はプロイセンなど西欧の新興列強国と友好関係を結び、南下政策を進めてオスマン帝国と交戦した。しかし母帝の政策に反対するパーヴェル1世は南下政策を中止し、イギリスやフランスと敵対した。このイギリス敵対がパーヴェルの暗殺を招いた。
アレクサンドル1世はナポレオンの遠征軍を撃退し、欧州の中心たる大国として確固たる地位を築いた。ニコライ1世は祖母・エカチェリーナ女帝の南下政策を復活させてオスマン帝国と交戦（クリミア戦争）したが、英仏伊がオスマン帝国に味方したため敗北した。ただし、アレクサンドル2世の時代に露土戦争でオスマン帝国に勝利して西アジアに勢力を拡大した。
だが、クリミア戦争敗北後のロシアは東アジアへの勢力拡張に積極的になり、アロー戦争では英仏に味方して清とアイグン条約を締結してアムール川一帯など大規模な領土を獲得した。日本とも江戸幕府と日露和親条約を締結して国交を結んだ。
アレクサンドル3世は工業化など国内政策に重点を置き、三帝協商を破棄して英仏と結んだ。一方で清とも1893年に条約を結び、領土の一部を獲得した。だが、ニコライ2世の時代に日清戦争、日露戦争により日本の進出が強まるとロシアの東アジア南下政策は頓挫し、バルカン半島など東欧進出に積極的になり、第一次世界大戦に巻き込まれる一因を成した。

## 官制・経済
ロシア皇帝の権力は絶大なものと思われがちだが、絶大なものとなったのはエカチェリーナ2世の時代であり、それまで皇位継承は貴族や軍による宮廷革命によって左右された。またエカチェリーナ2世までの歴代皇帝によるロシア経済の発展と宮廷文化の成熟、近代化が皇帝の威信を高める一因となった。
ロシアの近代化はピョートル大帝期の時代に推進されたが、これはあまりに急進的で国内でも皇太子や貴族の反対を受けた。また広大な領土を領するロシアでは急速な近代化に人材の育成が追いつかず、経済の停滞を招いた。
エカチェリーナ2世以来、歴代皇帝は農奴制が国内経済と近代化の停滞を招いていたことを見抜いており、農奴を解放しようとした。しかし皇帝権は貴族の支持があって成立しており、農奴を解放することで貴族の反発を受けることを恐れて廃止は女帝のひ孫であるアレクサンドル2世時代まで待たざるを得なかった。
そのアレクサンドル2世の農奴解放も不完全なもので、広大な領土を持つロシアでは改革が追いつかず、これがロシア革命を成す一因を成した。

## 歴代ツァーリ

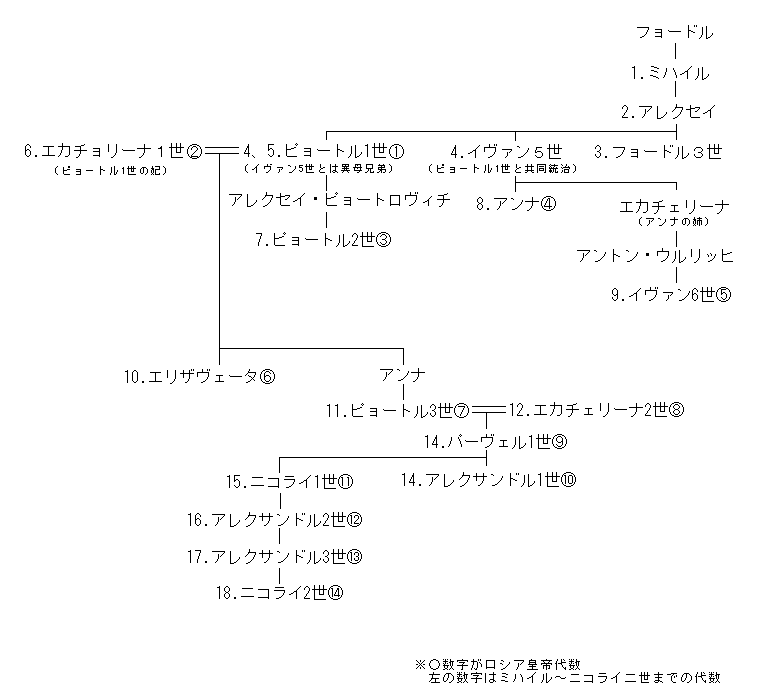
ロマノフ朝の系図

1. ミハイル（1613年 - 1645年） - フョードル1世の義理の従弟
2. アレクセイ（1645年 - 1676年） - ミハイルの子
3. フョードル3世（1676年 - 1682年） - アレクセイの子
4. イヴァン5世（1682年 - 1689年） - フョードル3世の弟
5. ピョートル1世（1682年 - 1725年） - 1721年「インペラートル（皇帝）」に戴冠 - イヴァン5世の弟
6. エカチェリーナ1世（1725年 - 1727年） - ピョートル1世の皇后
7. ピョートル2世（1727年 - 1730年） - ピョートル1世の孫
8. アンナ（1730年 - 1740年） - イヴァン5世の子
9. イヴァン6世（1740年 - 1741年） - ブラウンシュヴァイク＝ベーヴェルン家、アンナの姪の子
10. エリザヴェータ（1741年 - 1762年） - ピョートル1世とエカチェリーナ1世の娘
11. ピョートル3世（1762年1月5日 - 6月28日）- ホルシュタイン＝ゴットルプ家、エリザヴェータの甥
12. エカチェリーナ2世（1762年 - 1796年） - ピョートル3世の皇后（アンハルト＝ツェルプスト家）
13. パーヴェル1世（1796年 - 1801年） - ピョートル3世とエカチェリーナ2世の子
14. アレクサンドル1世（1801年 - 1825年） - パーヴェル1世の長男
15. ニコライ1世（1825年 - 1855年） - パーヴェル1世の3男
16. アレクサンドル2世（1855年 - 1881年） - ニコライ1世の長男
17. アレクサンドル3世（1881年 - 1894年） - アレクサンドル2世の次男
18. ニコライ2世（1894年 - 1917年） - アレクサンドル3世の長男

- ミハイル（1918年3月2日 - 1918年3月3日） - ニコライ2世の弟（ニコライ2世の退位後、皇位を譲られたが1日で退位した）

## ロシア革命以後のロマノフ家当主
現当主ゲオルギー・ミハイロヴィチ・ロマノフは、アレクサンドル3世の弟ウラジーミル大公の家系である。
1. ウラジーミル・アレクサンドロヴィチ大公（1847年 - 1909年）
アレクサンドル2世の三男。ロシア革命以前に没しており、帝位を請求したことはない。
2. キリル・ウラジーミロヴィチ・ロマノフ（1876年 - 1938年）
ウラジーミルの息子。1924年9月13日にロシア皇帝位の継承を宣言。以下キリルの息子・娘に名目上の皇位が継承されている。
3. ウラジーミル・キリロヴィチ・ロマノフ（1917年 - 1992年）
キリルの息子。
4. マリア・ウラジーミロヴナ・ロマノヴァ（1953年 - ）
ウラジーミルの娘。夫はミハイル・パヴロヴィチ（ドイツ皇帝ヴィルヘルム2世の曾孫フランツ・ヴィルヘルム・フォン・プロイセン）
5. ゲオルギー・ミハイロヴィチ・ロマノフ（1981年 - ）
マリアとフランツの間の息子。ロシア皇帝位継承権第1位であると共に、ドイツ皇帝位およびプロイセン王位継承権第8位である。